# Rubraea guillemei
Rubraea guillemei is een vlinder uit de familie van de Nymphalidae. De wetenschappelijke naam van de soort is voor het eerst voorgesteld als Acraea guillemei door Charles Oberthür in een publicatie uit 1893.
Deze vrij zeldzame soort komt voor in de bossen van Congo-Kinshasa, West-Tanzania, Angola en Noordwest-Zambia.